# قفل‌ساز (فیلم ۱۳۸۵)
قفل‌ساز فیلمی به کارگردانی و نویسندگی غلامرضا رمضانی ساختهٔ سال ۱۳۸۵ است.

## بازیگران
- محمد نظری
- فاطمه خدادادی
- مختار رسولی
- پروین عبدلی
- رامش کاووسی
- امین محمدی
- حسین لازمی
- علی اکبر بیات